# William Balfour Baikie
William Balfour Baikie (Kirkwall, 27 de agosto de 1825 – Serra Leoa, 12 de dezembro de 1864) foi um explorador, naturalista e filólogo escocês.

## Biografia
Baikie nasceu em Kirkwall, Órcades, filho mais velho do capitão John Baikie da Marinha Real Britânica. Recebeu, inicialmente, educação particular e depois na escola primária local. Estudou medicina em Edimburgo, e quando recebeu seu título de licenciatura, alistou-se na Marinha Real, em 1848 como cirurgião assistente. Serviu nos navios Volage, Vanguard, Ceylon, Medusa e Hibernia no Mediterrâneo, e depois, tornou-se cirurgião assistente no Hospital Haslar, em Gosport, de 1851 até 1854, quando chamou a atenção de Roderick Murchison, através de quem foi nomeado cirurgião e naturalista para a expedição enviada ao rio Níger em 1854 por Laird Macgregor, com o apoio do governo. Com a morte do oficial superior cônsul Beecroft, ocorrida em Fernando Pó, Baikie assumiu o comando da expedição.
Subindo o rio Benue, aproximadamente 400 quilômetros para além do ponto alcançado por antigos exploradores, o pequeno vapor Pleiad retornou e atingiu a foz do rio Níger, após uma viagem de 118 dias, sem a perda de um único homem. A expedição havia sido instruída a se esforçar para dar assistência a Heinrich Barth, que tinha em 1851 cruzado o Benue em seu curso superior, mas Baikie não obteve qualquer informação confiável a respeito dele. De retorno ao Reino Unido, Baikie fez um relato de seu trabalho em seu "Narrativa de uma Viagem de Exploração até os Rios Kwóra e Binue" (1856).
Em março de 1857, Baikie — com o título de cônsul britânico — deu início a uma outra expedição a bordo do Pleiad. Depois de dois anos explorando o rio Níger, a embarcação naufragou ao passar por algumas corredeiras do rio, e Baikie não conseguiu manter seu grupo de exploradores unido. Os sobreviventes ficaram um ano sem serem resgatados da África. O botânico, Charles Barter, que se formou nos Reais Jardins Botânicos de Kew e era supervisor do Regent's Park, da Sociedade Real Botânica de Londres de 1851 a 1857, pegou disenteria e morreu em Kabba, Nigéria em 1859. Foi homenageado no gênero botânico Barteria pertencente à família Passifloraceae.
Baikie estava determinado a concluir os objetivos da expedição. Primeiro considerou criar uma Agência Consular britânica em Kabba, mas enfrentou a oposição do rei local — provavelmente porque Baikie era contra o comércio de escravos, que ainda fornecia uma renda generosa para alguns líderes tribais.
Desembarcando de um pequeno barco, com um ou dois acompanhantes nativos, na confluência dos rios Níger e Benue, ele escolheu Lokoja como a base de suas operações futuras, por ser o local da fazenda modelo fundada pela expedição enviada pelo governo britânico em 1841, e abandonada ao longo de doze meses em decorrência da morte da maioria dos colonos brancos.
Depois de comprar a área, e concluir um tratado com o emir fula de Nupe, ele passou a desmatar a floresta, construir casas, cercar os terrenos e pavimentar as ruas de uma futura cidade. Em menos de cinco anos, ele tornou possível a navegação do Níger, construiu estradas, e criou um mercado para o qual o produto nativo era trazido para a venda e troca. Sua assentamento cresceu e contava com representantes de quase todas as tribos do centro-oeste africano, e mais de 2 000 comerciantes visitaram a cidade em seus primeiros três anos de existência.
Para uma comunidade heterogênea assim formada, ele não atuou apenas como governante, mas também como médico, professor e sacerdote. Coletou vocabulários de cerca de cinquenta línguas africanas, e traduziu partes da Bíblia e do livro de orações para o idioma haúça e árabe. Apenas uma única vez, durante todo o tempo que ali viveu, foi obrigado a empregar a força armada contra as tribos vizinhas. Morreu em Serra Leoa, no dia 12 de dezembro de 1864, quando retornava para casa depois de uma licença.

## Obras
Entre seus trabalhos estão:
- Observations on the Hausa and Fuifuide (i.e. Fula) Languages, impressa de forma privada em 1861.
- Tradução do Livro de Salmos para o haúça, publicado pela Sociedade bíblica em 1881.
- É também o autor de várias obras sobre as Órcades e Shetland.

## Legado
Baikiaea, um gênero botânico pertencente à família Fabaceae, recebeu o nome em sua homenagem.
Após a morte de Baikie, o governo britânico aboliu o consulado (1866), mas o posto de comércio permaneceu influente. O distrito onde Baikie trabalhou com tanto sucesso foi finalmente protegido pelo Reino Unido através da iniciativa privada cerca de 20 anos mais tarde. Lokoja se tornou a capital do Protetorado Norte da Nigéria.
Um monumento à sua memória foi erigido na nave da antiga catedral de São Magno, em Kirkwall.